# Otto Schneitberger
Otto Schneitberger (* 29. September 1939 in Gaißach) ist ein ehemaliger deutscher Eishockeyspieler und -trainer. Der Verteidiger war im Verlauf seiner Karriere zwischen 1955 und 1976 unter anderem für den EC Bad Tölz und die Düsseldorfer EG in der Bundesliga aktiv, mit denen er insgesamt viermal Deutscher Meister wurde. Als Trainer war er zwischen 1976 und 1988 für unterschiedliche Bundesliga- und Zweitligavereine aus Nordrhein-Westfalen tätig. Für seine Verdienste um das deutsche Eishockey wurde er in die Hockey Hall of Fame Deutschland aufgenommen.

## Karriere
Otto Schneitberger begann mit dem Eishockeyspielen um 1950 beim EC Bad Tölz, bei dem er zunächst als Torwart eingesetzt wurde. Nachdem er in der Jugend dann auf der Flügelstürmer-Position gespielt hatte, berief ihn Trainer Mike Daski schließlich in die Verteidigung. Unter Daski etablierte sich der damals 16-Jährige auch bereits in der Herren-Mannschaft seines Heimatvereins, die in der damals erstklassigen Oberliga antrat. In der Saison 1961/62 gewann er mit dem Team nach zwei Vizemeisterschaften in den Jahren 1959 und 1961 erstmals den deutschen Meistertitel.
Nach einer weiteren Vizemeisterschaft im Folgejahr ließ sich Schneitberger ebenso wie Sepp Reif im Winter 1964 von einem Wechsel zur Düsseldorfer EG überzeugen. Damit waren sie die ersten Spieler, die einen bayerischen Verein verlassen wollten, um anderswo einen besser dotierten Vertrag zu unterzeichnen, der für den gelernten Maurer durch ein Architektur-Studium auch eine bessere berufliche Perspektive ermöglichte. In Bad Tölz sah sich der Verteidiger daraufhin Anfeindungen und Pöbeleien ausgesetzt. Der EC Bad Tölz verweigerte die Freigabe der beiden Spieler trotz einer angebotenen Ablöse in Höhe von 50.000 DM, sodass sie für 18 Monate gesperrt wurden.
Von seinem Wechsel ließ sich Schneitberger dadurch nicht abbringen. Ab der Saison 1965/66 lief er nach Zahlung einer Ablösesumme von 25.000 Euro für die DEG auf. Mit seinem neuen Team unter dem zwischenzeitlich ebenfalls nach Düsseldorf gewechselten Trainer Hans Rampf, der schon die Tölzer Meistermannschaft von 1962 als Spielertrainer betreut hatte, wurde der Verteidiger im Jahr 1967 zum zweiten Mal Deutscher Meister. In dieser Zeit entwickelte sich der Oberbayer zum Liebling der DEG-Fans. Als er infolge eines Nasenbeinbruchs im entscheidenden Spiel um den Titel nicht etwa verletzt aussetzte, sondern mit Spezialmaske weiterspielte, kam auf den Tribünen der Gesang „Marmor, Stein und Eisen bricht, aber unser Otto nicht“ auf. In den Jahren 1972 und 1975 gewann Schneitberger mit der DEG zwei weitere Meistertitel. Insgesamt absolvierte er für den Verein etwa 320 Spiele. Fans wählten ihn im Jahr 2006 zum besten Spieler der Düsseldorfer Vereinsgeschichte. Seit dem Jahr 2019 wird seine Rückennummer 2 ihm zu Ehren bei der DEG nicht mehr vergeben.
Im Sommer 1975 wechselte Schneitberger zum Krefelder EV, bei dem er seine Spielerkarriere ein Jahr später beendete.

### International
Otto Schneitberger absolvierte im Verlauf seiner Karriere 119 Länderspiele für die deutsche Nationalmannschaft. Nach seinem Debüt in der Saison 1959/60 nahm er an den Olympischen Winterspielen 1960 teil, blieb dabei aber punktlos. Bei Olympia 1964 erzielte er in sieben Partien ein Tor und gab eine Vorlage. Auch bei den Winterspielen 1968 und den Olympischen Spielen 1972 gehörte er dem deutschen Team an. Zudem nahm er an den Weltmeisterschaften 1961, 1962, 1971 und 1972 sowie den B-Weltmeisterschaften 1966, 1969 und 1975 teil.

### Trainerlaufbahn
Nach dem Ende seiner Spielerkarriere im Jahr 1976 blieb Otto Schneitberger dem Krefelder EV als Trainer erhalten. Nachdem er sich mit dem Team zweimal in der Spitzengruppe der Bundesliga und jeweils vor der DEG platzieren konnte, kehrte er zur Saison 1978/79 nach Düsseldorf zurück, wechselte aber schon ein Jahr später für eine Spielzeit zum amtierenden Deutschen Meister, den Kölner Haien. Während der Saison 1980/81 löste er Jaroslav Walter beim Zweitligisten ECD Iserlohn ab, verließ den Verein nach Saisonende bereits wieder. Eine etwas längere Phase prägte er ab Dezember 1981 beim Duisburger SC, mit dem er sowohl in der Saison 1981/82 als auch in der Spielzeit 1982/83 nur knapp die Zweitliga-Meisterschaft verpasste.
Nach einem schwachen Saisonstart wechselte Schneitberger im Herbst 1983 abermals zur DEG, die er fortan vier Jahre lang trainierte. Der größte Erfolg in diesem Zeitraum war die Vizemeisterschaft in der Saison 1985/86. Ein Jahr später belegte die DEG den dritten Platz und ihr Coach wurde zum Bundesliga-Trainer des Jahres gewählt. In der Spielzeit 1987/88 übernahm er nach dem Rücktritt von Jan Eysselt zum zweiten Mal den Trainerposten beim finanziell in dieser Zeit schon erheblich angeschlagenen ECD Iserlohn. Mit Trikotwerbung für Das Grüne Buch des libyschen Machthabers Muammar al-Gaddafi löste sein Team im Dezember 1987 einen Skandal aus. Kurz darauf war der ECD zahlungsunfähig und stellte den Spielbetrieb ein.
Als Trainer trat er nach einer längeren Pause erst wieder in der Saison 1997/98 in Erscheinung, als er für ein Jahr die Ratinger Ice Aliens in der Regionalliga betreute.

## Erfolge und Auszeichnungen
| - 1962 Deutscher Meister mit dem EC Bad Tölz - 1966 Aufstieg in die A-Gruppe bei der B-Weltmeisterschaft - 1967 Deutscher Meister mit der Düsseldorfer EG - 1972 Deutscher Meister mit der Düsseldorfer EG - 1975 Deutscher Meister mit der Düsseldorfer EG | - 1975 Aufstieg in die A-Gruppe bei der B-Weltmeisterschaft - 1987 Trainer des Jahres - 2006 Aufnahme in die Hockey Hall of Fame Deutschland - 2006 Wahl zum besten DEG-Spieler aller Zeiten |

## Karrierestatistik

### International
Vertrat Deutschland bei:
| - Qualifikation für die Olympischen Winterspiele 1960 - Olympische Winterspiele 1960 - Weltmeisterschaft 1961 - Weltmeisterschaft 1962 - Qualifikation für die Olympischen Winterspiele 1964 - Olympische Winterspiele 1964 - B-Weltmeisterschaft 1966 | - Qualifikation für die Olympischen Winterspiele 1968 - Olympische Winterspiele 1968 - B-Weltmeisterschaft 1969 - Weltmeisterschaft 1971 - Olympische Winterspiele 1972 - Weltmeisterschaft 1972 - B-Weltmeisterschaft 1975 |

(Legende zur Spielerstatistik: Sp oder GP = absolvierte Spiele; T oder G = erzielte Tore; V oder A = erzielte Assists; Pkt oder Pts = erzielte Scorerpunkte; SM oder PIM = erhaltene Strafminuten; +/− = Plus/Minus-Bilanz; PP = erzielte Überzahltore; SH = erzielte Unterzahltore; GW = erzielte Siegtore; 1 Play-downs/Relegation; Kursiv: Statistik nicht vollständig)